# 演化心理學
演化心理學（英語：Evolutionary psychology，簡稱ev-psych或EP等）是心理學的理論途徑（英語：theoretical approach），由演化理論研究認知和行為。在這個框架中，心理特徵和機制被認為是自然選擇和性選擇的功能性產物，或是其他適應性特徵的非適應性副產物（英語：Spandrel）。
演化心理學指出，正如心臟演化以泵血，肝臟演化以解毒，腎臟演化以過濾渾濁的液體一樣，心智也存在模組化，不同的心理機制演化以應對不同的適應性問題。演化心理學也指出，人類的大部分行為都是心理適應（英語：Psychological adaptation）的產物，這些適應是為了解決人類祖先環境中反覆出現的問題而演化出來。
一些演化心理學家認為，演化理論可以提供一個基礎的元理論框架，以與演化生物學對生物學相同的方式整合整個心理學領域。
演化心理學指出，任何文化中普遍存在的行為或特徵，都是演化適應的良好「候選者」，包括推斷他人情緒、區分親屬和非親屬、識別和偏好更健康的伴侶，以及與他人合作的能力等。研究結果涉及與殺嬰、智力、婚姻模式、濫交、對於美的認知、聘禮和親代投資相關的人類社會行為。演化心理學的理論和發現在許多領域都有應用，包括經濟學、環境科學、醫療保健、法學、管理學、政治學和文學等。
對演化心理學的批評涉及可測試性、認知和演化假定（例如大腦的模組化功能和祖先環境的巨大不確定性）、非遺傳和非適應性解釋的重要性，以及詮釋有關研究結果所致的政治和倫理問題。演化心理學者經常致力於回應此類批評。

## 概要
演化心理學為生理辨認運作于"個體生理的物理適應。"演化心理學之目的為研究"個體的心理其自然演變的情感和認知適應。演化心理學就史迪芬·平克而言是「不止一種單一理論，但為集大成之假說。」和「並且是一個關於心智，重點放在適應、基因級選擇的和心智區域modularity的特化演變理論。」演化心理學分析人類的大腦由很多功能機制組成,，中止心理適應或由天擇的演化認知機制設計。例如語言習得模組、亂倫退避機制、騙子偵測機制、智能於性-交配的特殊偏愛、搜尋食物機制、結盟伙伴關係、偵測覺知機制等。演化心理學是根基在認知心理學和演化生理學。它是描寫行為環境、人工智慧、遺傳學、動物行為學、人類學、考古學、生理學和動物學。演化心理學近似社會生物學，但兩者間不同的關鍵重點在「物種個體差異範圍」與「物種全體範圍」的機制。關於適合量的趨勢，重要的配錯理論為心理學而不是行為。然而很多的演化心理學爭辯的心智包括「物種個體差異範圍」和「物種全體範圍」兩者，主要在演化發展心理學。多數社會生理學研究現在發展在行為環境的領域。
演化心理學由迈克尔·盖斯林在他1973年裡的學術文章中大略鑄造範圍。杰罗姆·巴考、勒達·科斯米德斯和約翰·托比擴大了演化心理學的範圍，他們1992年的著作《The Adapted Mind: Evolutionary Psychology and The Generation of Culture》有很大的影響。演化心理學包括許多領域的研究，比如經濟、侵略、法律、精神病學、政治、文學和性。
演變心理學使用尼可拉斯·庭伯根的和動物行為的解釋。二個類別在種類級；二個在個體級。
種類級類別（經常叫做ultimate explanations）是
- 適應行為功能（例如適應）和，
- 導致演化歷程這種功能（例如種系發展史）。

個體級類別是
- 個體發展（例如個體發生學）和
- 近似機制（例如腦解剖學和激素）。

演化心理學強調功能類別。

## 演化心理學的原則
演化心理學是洞察于現代演化理論、生物、認知心理學、人類學、經濟、電腦科學和古人類學所得出的一個混合學科。學科基於核心前提的基礎。相應於David Buss，卓越的田野研究，這些包括：
1. 明顯行為取決於心理機制之下，觸發他們之活化作用的資訊處理設備被安置在腦，在與外部和內部觸發同時發生。
2. 演化由選擇是唯一已知的原因，過程能創造這樣複雜有機機制。
3. 演化的心理機制于功能上被專門研究解決復發在人深刻的演化時間之能適應的問題。
4. 從環境中的資訊受個體適應影響于許多演化心理機制上選擇決定資訊處理。
5. 人的心理學包括大量的專門功能演變機制，每個神經對上下輸入的特殊形式得到結合、協調和集成互相引起明顯行為。

同樣地，勒達·科斯米德斯和約翰·托比，二領域的創建者，提供這些演化心理學的五項基本原理的原則：演化心理學建立在幾個核心前提上。
1. 大腦是信息處理設備，它會響應外部和內部輸入而產生行為。
2. 大腦的適應機制受自然選擇和性選擇的影響。
3. 不同的神經機制專門用於解決人類演化過去的問題。
4. 大腦已經演化出專門的神經機制，旨在解決在深層演化時期反復出現的問題，使現代人類有了石器時代的頭腦。
5. 大腦的大部分內容和過程是無意識的。大多數看似易解決的精神問題實際上極其困難，這些問題是由複雜的神經機制無意識地解決的。
6. 人類心理學由許多專門的機制組成，每種機制都對不同類別的信息或輸入敏感。這些機制共同產生明顯的行為。[17]

## 一般演化理論
威廉·佩利得出許多其他的功能，爭辯有機體是機器被設計于作用特別環境。佩利相信這些証俱是設計是于創物主—上帝。 达尔文反對佩利的論據，有機體被設計為特殊環境由亞當·史密斯和馬爾薩斯兩者所提。他斷言，天擇于有機體假想的好設計對環境是一個偶然結果。天擇理論，公式化的細節由达尔文和華萊士提出，假設一個科學化的好處功能設計起源在自然世界。
演化心理學根源於演化理論。它不簡單地有時被視為心理學亞學科而是作為演化理論可能被使用作為一個階理論框架在之內審查的方式於心理學的整個領域但是許多演化生物學家向演化心理學挑戰基本的演變前提.
天擇，演化理論的一個關鍵，介紹三種主要部份:
- 基於特徵基因上的繼承—一些特徵通過下來從父母到子孫在遺傳
- 變異—可遺傳的特徵變化在母群體中（現在知道 突變是基因變異的來源）。
- 不同的倖存和繁育—這些特徵將變化在他們強勢促進他們的持有生物于生存和再繁衍。

選擇指以環境狀況的過程挑選個體以適當的特徵生存；這些個體將這樣強勢特徵表顯在下一代。這是演化能適應的依據. 达尔文的主要訴求是天擇是有創造力的—它能導致新特徵和甚至新種類，它圍繞在個體生存且它能解釋演化的寬廣標準樣式。
許多特徵被選擇為個體實際上更加延長之生存以增加它的生殖機會。考慮孔雀尾巴的經典例子，它的新陳代謝是昂貴的、累贅的和根本上是吸引食肉動物。因而，达尔文稱這被介紹的類型有選擇性的過程為性擇。性擇可能被劃分成二類：
- 擇偶，那些雌性一般喜歡雄性的特徵（例如孔雀尾巴）。
- 競爭，那些同性競爭的成員為爭取對異性的交配權（例如二隻雄鎖鹿角）。

### 內含適應性理論
內含適應性理論（又稱概括適合度），在1964年由威廉·唐納·漢彌爾頓作為演化論的修訂而提出，主要是自然選擇、性選擇和親屬選擇的混合體。它是指以總和的個人自身的繁殖成功率，再加上影響個人的行動，對繁殖成功率其親緣關係。General evolutionary theory, in its modern form, is essentially inclusive fitness theory.
內含適應性理論解決了有關「利他主義」的問題。Hamilton前期觀點是利他主義和團體選擇有關，也就是說利他主義對於個體所屬團體本身是有利的

### 演化心理學
尽管进化心理学传统上专注于个体层面的行为，由物种典型的心理适应决定，但在这些适应如何形成并最终支配文化方面已经做了大量工作。Tooby和Cosmide提出，大脑由许多领域特有的心理适应组成，其中一些可能会限制学习或教授的文化材料。与一个领域一般的文化获取项目相反，在该项目中，个体被动地接受来自群体的文化传播材料，Tooby和Cosmides等人认为:“心灵进化到产生适应性而不是重复的行为,因此批判性分析的行为是它周围的高度结构化的和有图案的方式,作为一个丰富的(但不是唯一的)的信息来源,构建一个“民间文化”或为个人量身定做的自适应系统。因此，这个系统可能会也可能不会在任何特定方面反映其他人的行为。”

## 中等程度的演化理論
中等程度的演化理論（Middle-level evolutionary theories）是包含廣泛功能領域的理論。他們與一般演化理論共容但是並非源自於它。另外，這些理論也是跨種族的。在70年代，罗伯特·泰弗士發表了三個非常重要的中等程度的演化理論：
- 互惠式利他主義理論 解釋了為何利他主義會發生在非親屬之間，只要在一段時間後對方很有可能予以互惠式的回饋。這種可能性是由Trivers首先提出，其後 Richard Alexander再度提出「間接利他主義」
- 親代投資 理論是指雄雌兩性對於子代不同的投資程度。例如，大多雌性動物的配子比較大。人類女性大約一個月釋放一顆大的卵子，相對而言，男性卻是每天釋放出上千萬隻精子。女性負責受孕、懷孕，而男性只需要進行性行為。所以女性比男性對於子女投資更多（某些動物則是相反，如蟋蟀、海馬、巴拿馬毒蛙等）。因為男女兩性在子女上投資程度的不同，所以產生在交配和養育的問題。投資較多的那方在擇偶上會更謹慎，而投資較少的那方則需要與同性競爭，以獲得交配機會。所以男女兩性因為投資程度的不同，也造成他們在各種行為上的差異。
- 亲子冲突（英语：Parent–offspring conflict）理論依賴一個事實，就是雖然親子之間擁有50%的基因關係，但也因此擁有50%的基因差異。母親可能想要把資源平均分配在子女身上，可是子女本身卻希望獲得比一半還多點的資源。因此子女想要的總是比父母想給的多。本質上來說，親子衝突是指親子之間「適應利益的衝突」。然而，母親（或父親）也有可能站在他們的立場下給予某一方（子或女）更多的資源。

## 外部連結

### 入門閱讀
- Evolutionary Psychology: A Primer
- The Evolutionary Psychology FAQ （页面存档备份，存于）
- Human Behavior and Evolution Society(HBES) Introduction to the Field （页面存档备份，存于）
- On Scaffolds and Sweet Potatoes Introduction to Evolutionary Perspectives (registration required)
- Books listed at the Human Behavior and Evolution Society （页面存档备份，存于）.